# Канцуров, Александр Степанович
Александр Степанович Канцуров (18 декабря 1949 — май 2024) — советский футболист, нападающий, киргизский футбольный тренер.

## Карьера
Всю свою карьеру в командах мастеров провёл в составе фрунзенской «Алги» в первой и второй лигах чемпионата СССР. За 12 сезонов в команде (1968—1979) сыграл около 300 матчей и забил 93 гола, в том числе пять раз достигал отметки в 10 голов за сезон, лучший результат — 15 голов в 1978 году. В 1974 и 1978 годах становился победителем зонального турнира второй лиги. Занимает третье место в истории «Алги» по числу голов в советский период, уступая Алмазу Чокморову (116) и Александру Бондаренко (100).
Участник Спартакиады народов СССР 1979 года в составе сборной Киргизской ССР.
После распада СССР тренировал клубы высшей лиги Кыргызстана. В 1994 году с клубом «Ак-Марал» стал обладателем Кубка Кыргызстана. В 2000 году возглавил «Дордой», сменив в ходе сезона Турде Андабекова. В 2001 году тренировал клуб «Эколог». В 2003 году с командой «Наше Пиво» (Кант) стал победителем первой лиги.
В 2010-е годы работал детским тренером в СК «Манас» (Кара-Балта).